# Antonio Martínez Naso
Antonio Tomás Martínez Naso (Viña del Mar, 25 de septiembre de 1990) es un entrenador de fútbol e ingeniero comercial chileno. 

## Trayectoria
Oriundo de Viña del Mar. Su abuelo Antonio Martínez Ruiz fue concesionario del casino de Viña del Mar en 1975, presidente de Everton y de la Asociación Central de Fútbol en 1984; mientras que su padre, Antonio Martínez Seguí formó parte del directorio de Casino Enjoy y presidente del conjunto ruletero.
Estudió toda su enseñanza básica y media en el The Mackay School de Reñaca. Junto con estudiar Ingeniería Comercial en la Universidad del Desarrollo, curso la carrera de director técnico en el INAF. Su primer acercamiento al fútbol lo tiene de la mano de Nelson Acosta, quien lo invita a formar de su cuerpo técnico en Everton como analista. Además formó parte de los cuerpos técnicos de Mario Salas en AC Barnechea y Universidad Católica, y de Pablo Guede en Colo-Colo.
Su primera experiencia en el extranjero la vivió en Lima, Perú, como ayudante técnico de Nicolás Córdova en Universitario. 
Regresó a Chile y  se sumó al staff de Roberto Sensini en Everton. En diciembre de 2022, fue anunciado como nuevo entrenador de Barnechea de la Primera B de Chile, con vistas a la temporada 2023.

## Estadísticas como entrenador
| Barnechea | Chile | 2023  | 31 | 11 | 8 | 12 | 44.08% |
| Total     | Total | Total | 31 | 11 | 8 | 12 | 44.08% |